# مستقبل التعرف على الأنماط

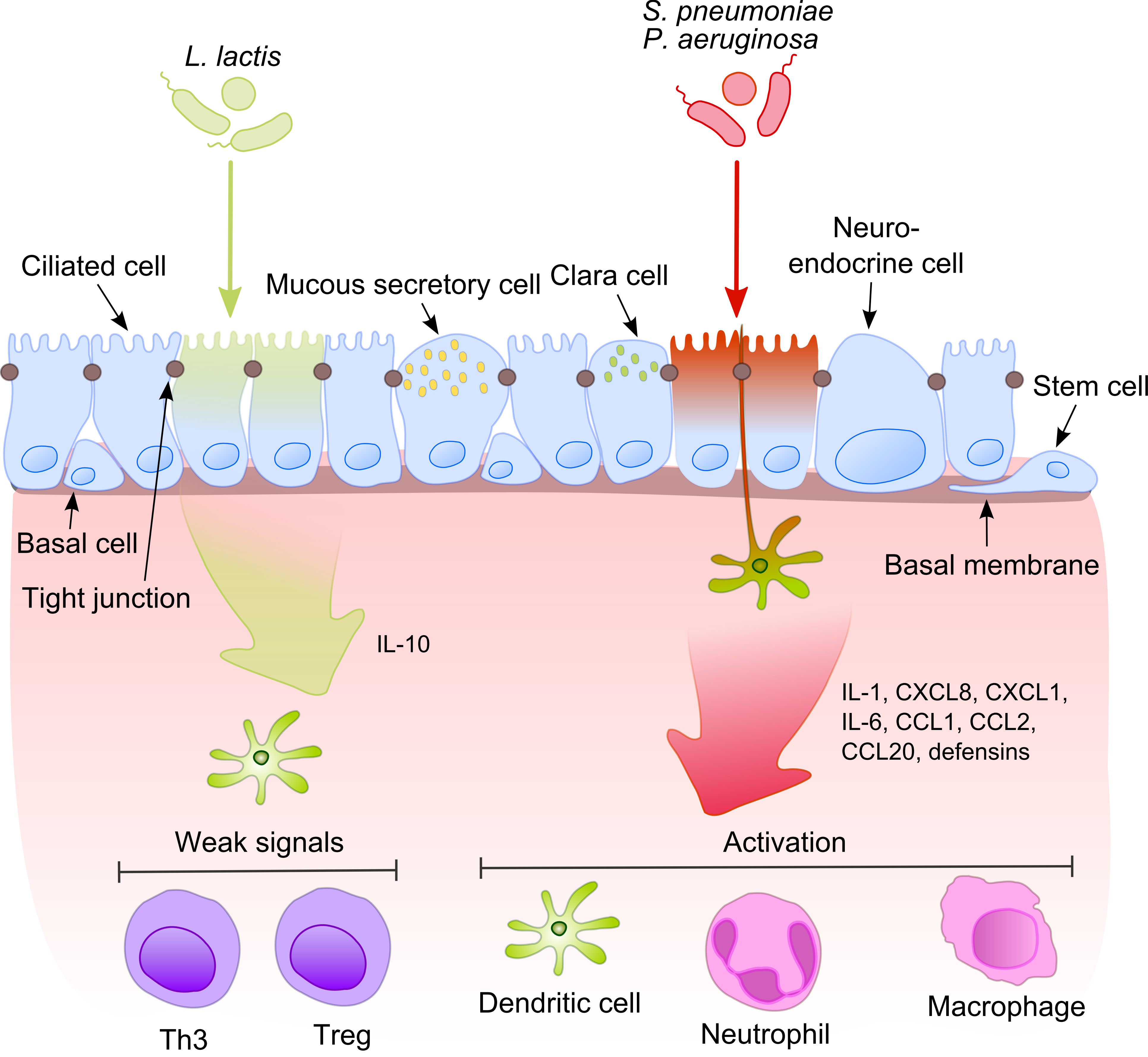
الخلايا المناعية في الجسم

تلعب مستقبلات التعرف على الأنماط Pattern recognition receptor دورًا مهمًا في وظيفة المناعة الفطري. مستقبلات التعرف على الأنماط هي مستشعرات مضيفة مشفرة بالخط الجرثومي تكتشف الجزيئات التقليدية لمسببات الأمراض. إنها بروتينات يُعبَّر عنها بشكل أساسي بواسطة خلايا المناعة الفطرية مثل الخلايا التغصنية، والضامة، والوحيدات، والعدلات، والخلايا الظهارية، من أجل تحديد فئتين من الجزيئات: الأنماط الجزيئية المصاحبة لمسبب المرض، والتي ترتبط بمسببات الأمراض الميكروبية، والأنماط الجزيئية المصاحبة للتلف، والتي ترتبط بمكونات خلايا المضيف التي تُحرَّر أثناء تلف الخلايا أو موتها. تسمى أيضًا بمستقبلات التعرف على الأنماط البدائية لأنها تطورت قبل أجزاء أخرى من جهاز المناعة، تحديدًا قبل المناعة التكيفية. تتوسط مستقبلات التعرف على الأنماط أيضًا بدء الاستجابة المناعية التكيفية الخاصة بالمستضد وإطلاق السيتوكينات الالتهابية.

## التعرف على الجزيئات
تسمى الجزيئات النوعية للميكروبات التي تتعرف عليها مستقبلات التعرف على الانماط بالأنماط الجزيئية المصاحبة لمسبب المرض، وتشمل الكربوهيدرات البكتيرية (مثل عديدات السكاريد الشحمي، والمانوز)، والأحماض النووية (مثل الحمض النووي الريبوزي والريبوزي منقوص الأوكسجين البكتيري أو الفيروسي)، والببتيدات البكتيرية (فلاجيلين، عوامل استطالة الأنابيب الدقيقة)، والببتيدوغليكان، والأحماض الدهنية (من البكتيريا موجبة الجرام)، ون-فورميل ميثيونين، والبروتينات الشحمية، والجلوكان الفطري والكيتين.
تسمى إشارات الإجهاد الذاتية بالأنماط الجزيئية المصاحبة للتلف، وتشمل حمض البوليك والأدينوسين ثلاثي الفوسفات خارج الخلوي، من بين العديد من المركبات الأخرى.

## تصنيف
هناك عدة مجموعات فرعية من مستقبلات التعرف على الأنماط.  تُصنَّف وفقًا لنوعيتها للربيطة، والوظيفة، والموضع، والعلاقات التطورية. بناءً على موضعها، يمكن تقسيم مستقبلات التعرف على الأنماط إلى مستقبلات التعرف على الأنماط المرتبطة بالغشاء ومستقبلات التعرف على الأنماط السيتوبلازمية.
- تشمل مستقبلات التعرف على الأنماط المرتبطة بالغشاء مستقبلات مثل المستقبلات الشبيهة بالتول ومستقبلات اللكتين من النوع سي.
- تشمل مستقبلات التعرف على الأنماط السيتوبلازمية المستقبلات الشبيهة بـNOD  والمستقبلات الشبيهة بـ RIG-I.

## أنواع مستقبل التعرف على الأنماط وموضعه

### مستقبلات التعرف على الأنماط المرتبطة بالغشاء

#### مستقبل الكيناز
اكتشِفت مستقبلات التعرف على الأنماط لأول مرة في النباتات. منذ ذلك الوقت، جرى التنبؤ بالعديد من مستقبلات التعرف على الأنماط النباتية من خلال التحليل الجيني (370 في الأرز؛ 47 في نبات الأرابيدوبسيس). على عكس مستقبلات التعرف على الأنماط الحيوانية، التي ترتبط بالكينازات داخل الخلوية عن طريق بروتينات مُحوِّلة (رابطة بين جزئين)، تتكون مستقبلات التعرف على الأنماط النباتية من مجال خارج خلوي، ومجال عبر الغشاء، ومجال مجاور للغشاء، ومجال كيناز داخل خلوي بصفتها أجزاء بروتين واحد.

#### المستقبلات الشبيهة بالتول
إن التعرف على الأنماط الجزيئية المصاحبة لمسبب المرض خارج الخلوي أو الإندوزومي يتوسطه بروتينات عابرة الغشاء تعرف بالمستقبلات الشبيهة بالتول. تشترك المستقبلات الشبيهة بالتول ببنية نمطية، التكرارات الغنية باللوسين، والتي تمنحها مظهرها الخاص، وهي أيضًا مسؤولة عن وظائف المستقبلات الشبيهة بالتول. اكتشِفت المستقبلات الشبيهة بالتول لأول مرة في ذبابة الفاكهة، وتؤدي إلى تصنيع وإفراز سيتوكينات، وتفعيل برامج دفاع المضيف الأخرى الضرورية لكل من الاستجابات المناعية الفطرية أو التكيفية. وُصِفت 10 أعضاء وظيفية من عائلة المستقبلات الشبيهة بالتول لدى البشر حتى الآن. أجريت أيضًا دراسات على المستقبلات الشبيهة بالتول 11، وقد تبين أنها تتعرف على البروتينات الشبيهة بالفلاجيلين والبروفيلين لدى الفئران. ومع ذلك، فإن المستقبلات الشبيهة بالتول 11 ليست سوى جين زائف في البشر بدون وظيفة مباشرة أو تعبير بروتيني وظيفي. لقد ثبت أن كل من المستقبلات الشبيهة بالتول تتفاعل مع نمط جزيئي محدد مصاحب لمسبب المرض.

##### إشارات المستقبلات الشبيهة بالتول
تميل المستقبلات الشبيهة بالتول إلى التبلمر، وتشكل المستقبلات الشبيهة بالتول 4 بوليميرات متجانسة، وقد تتبلمر TLR6 مع المستقبلات الشبيهة بالتول 1 أو المستقبلات الشبيهة بالتول 2. يتوسط تفاعل المستقبلات الشبيهة بالتول مع نمط جزيئي مصاحب لمسبب المرض خاص بها من خلال أي مسار يعتمد على بروتين MyD88 ويطلق الإشارات من خلال مسار NF-κB (العامل النووي المعزز لسلسلة كابا الخفيفة في الخلايا البائية النشطة) ومسار بروتين الكيناز المنشط بالميتوجين، وبالتالي إفراز السيتوكينات ما قبل الالتهابية والجزيئات التنشيطية المشتركة أو مسار الإشارات المعتمدة على TRIF. يحفَّز المسار المعتمد على MyD88 بواسطة العديد من الأنماط الجزيئية المصاحبة لمسبب المرض التي تحفز المستقبلات الشبيهة بالتول الموجودة على سطح البالعات الكبيرة والخلايا التغصنية. يجذب بروتين MyD88 جزيء IRAK4، ويقوم IRAK4 بتجنيد IRAK1 وIRAK2 لتشكيل معقّد إشارات. يتفاعل معقد الإشارات مع TRAF6 مما يؤدي إلى تنشيط TAK1 وبالتالي تحريض السيتوكينات الالتهابية. يحفَّز المسار المعتمد على TRIF بواسطة البالعات الكبيرة والخلايا التغصنية بعد تحفيز المستقبلات الشبيهة بالتول 3 والمستقبلات الشبيهة بالتول 4.  تم إطلاق الجزيئات المتحررة عقب إشارة تنشيط المستقبلات الشبيهة بالتول إلى خلايا أخرى في الجهاز المناعي مما يجعل المستقبلات الشبيهة بالتول عناصر أساسية في المناعة الفطرية والمناعة التكيفية.

#### مستقبلات الليكتين من النوع سي
تعبر العديد من الخلايا المختلفة للجهاز المناعي الفطري عن عدد لا يحصى من مستقبلات الليكتين من النوع سي التي تشكل المناعة الفطرية بحكم قدرتها على التعرف على الأنماط. على الرغم من أن معظم فئات مسببات الأمراض البشرية تكون مغطاة بمستقبلات الليكتين من النوع سي، فإن مستقبلات الليكتين من النوع سي هي مستقبل رئيسي للتعرف على الفطريات. ومع ذلك، جرى تحديد الأنماط الجزيئية المصاحبة لمسبب المرض الأخرى في الدراسات بوصفها أهداف لمستقبلات الليكتين من النوع سي على سبيل المثال. المانوز هو حافز التعرف على العديد من الفيروسات والفطريات والمتفطرات؛ يقدم الفوكوز بالمثل نفس الشيء بالنسبة لبعض البكتيريا والديدان الطفيلية؛ وجلوكان موجودة على الفطريات والفطريات. بالإضافة إلى ذلك، فإن العديد من الأسطح غير الذاتية المكتسبة على سبيل المثال المستضدات الجديدة السرطانية المضغية / المسرطنة التي تحمل «مصدر خطر داخلي» / نمط مسبب الأمراض من النوع «تحول الذاتي إلى غير ذاتي» يجري تحديدها وتدميرها (على سبيل المثال عن طريق التثبيت المكمل أو الهجمات السامة للخلايا الأخرى) أو عزلها (البلعمة أو المغلفة) بواسطة جهاز المناعة بفضل مستقبلات الليكتين من النوع سي. يعد اسم لكتين مضللًا بعض الشيء لأن العائلة تحتوي على بروتينات ذات نطاق واحد على الأقل من النوع سي، وهو نوع معين من نطاق التعرف على الكربوهيدرات. نطاق اللكتين من النوع سي هو ربيطة تربط تتابع موجود في أكثر من 1000 بروتين معروف (أكثر من 100 بروتين في البشر) وغالبًا ما تكون الروابط ليست سكريات. إذا كانت الربيطة عبارة عن سكر، فإنها تحتاج إلى شوارد الكالسيوم، ومن هنا جاءت التسمية «النمط سي»، ولكن العديد منها لا تمتلك حتى ربيطة سكرية معروفة، وبالتالي على الرغم من حملها بنية من نوع الليكتين، فإن بعضها عمليًا ليس «ليكتين» من الناحية الوظيفية.